# ホロウマスク錯視

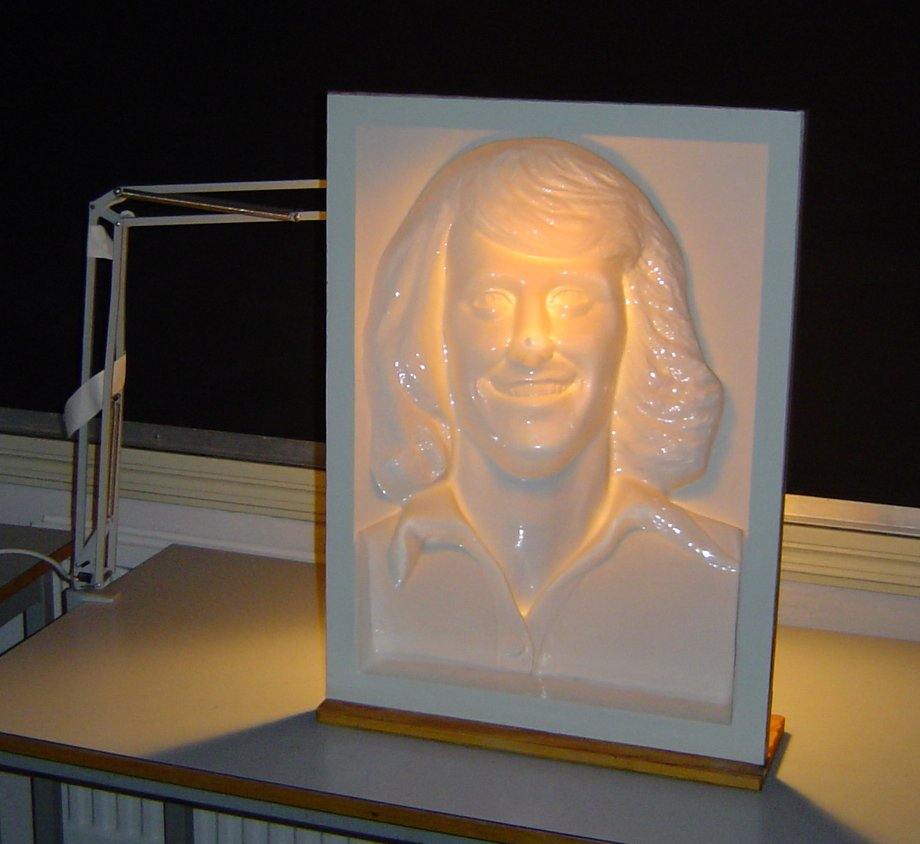
ビョルン・ボルグの顔は凸面に見えるが、実は凹面である。

GIF

ホロウマスク錯視（ホロウマスクさくし）とは、凹面の顔が通常の凸面の顔として認識される錯視のひとつである。

## 原理

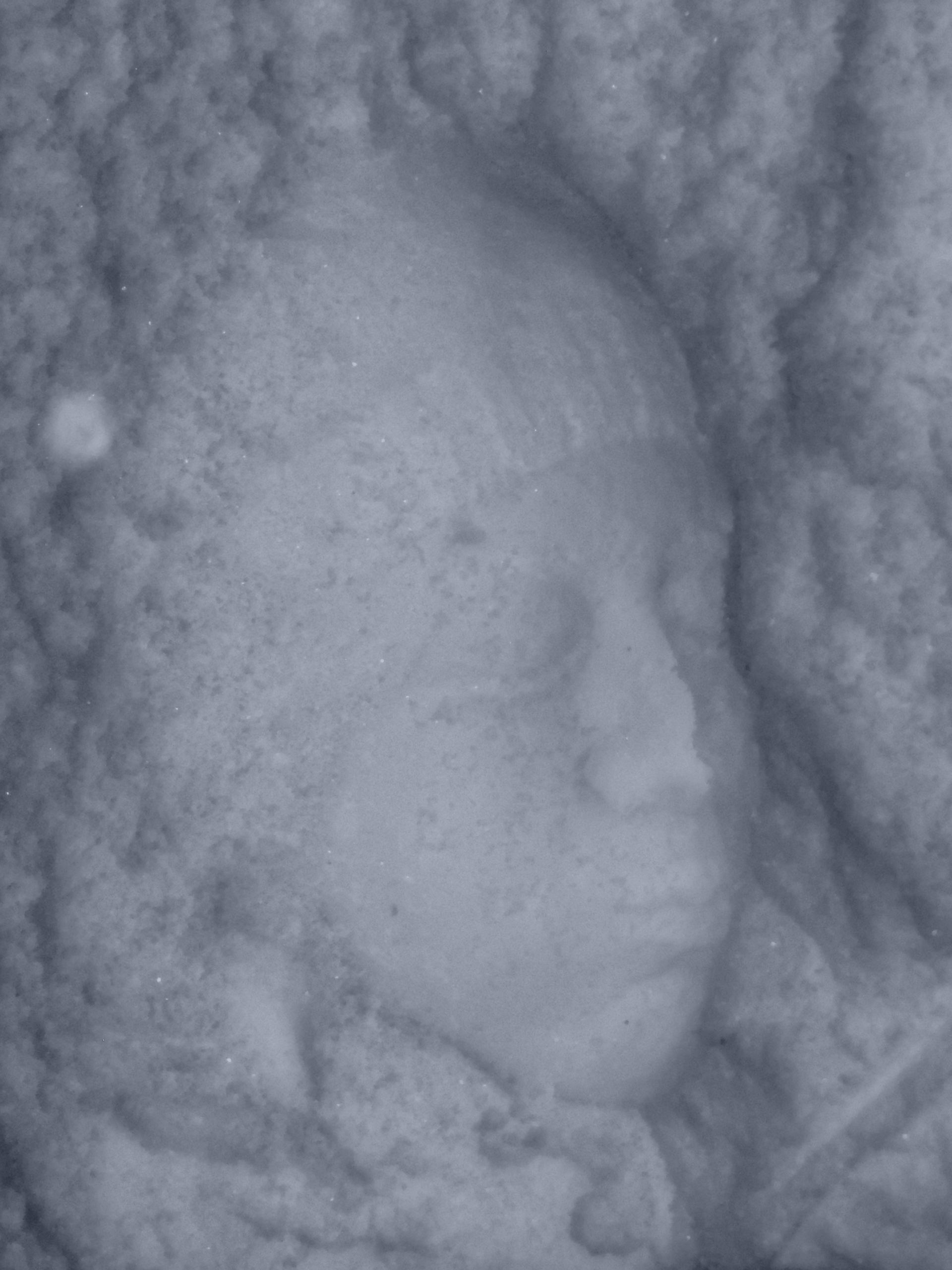

イギリスの心理学者リチャード・グレゴリーによれば、凹面の顔を通常の凸面の顔として認識する強力な視覚バイアスは、視覚がトップダウン型の知識に依存している証拠であると考えられる（Gregory 1970）。凹面の顔を見るときのこのようなバイアスは陰影などの奥行き手がかりを打ち消すほどに非常に強力である。通常は、両眼による立体的な視覚情報が多義的に認識可能な立体を正確に認識する際に利用されている。凹面の顔を下からの照明で照らすことにより陰影の手がかりを反転させることができ、錯視現象を補強することができる。

## 応用
ポスターなどに描かれた平面の顔は、それを移動しながら見ている者からは、ポスターの人物がこちらを見続けているかのように感じられる。
首振りドラゴン（Gathering for Gardner）はホロウマスク錯視の有名な例である。このペーパークラフトのドラゴンを片眼で見ると、観察者がどちらに動いてもドラゴンの視線が追いかけてくるように見える。陰影などの凹凸を認識する手がかりは（場合によっては両眼による立体視でも）実際の顔が凹面であることを認識するには不十分な場合があり、この錯視がいかに強力であるかを実感できる。
同じ原理を利用したものがディズニーランドのホーンテッドマンションに設置されている。